# Microchirus theophila
Microchirus theophila är en fiskart som först beskrevs av Risso, 1810.  Microchirus theophila ingår i släktet Microchirus och familjen tungefiskar. Inga underarter finns listade i Catalogue of Life.